# Johan Herman Wessel

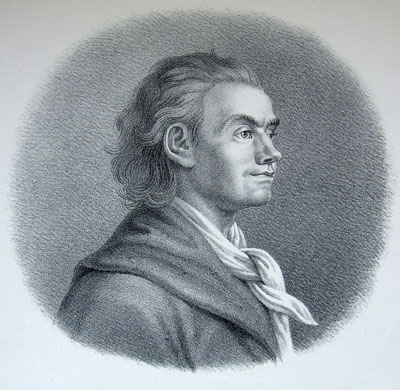
Johan Herman Wessel

Johan Herman Wessel (* 6. Oktober 1742 in Vestby, Akershus; † 29. Dezember 1785 in Kopenhagen) war ein norwegischer Dichter und Schriftsteller.

## Leben
Wessel wurde im norwegischen Vestby geboren und wuchs dort auf. Er war ein Sohn des Geistlichen Jonas Wessel (1707–1785) und dessen Frau Helene Maria Schumacher (1715–1789). Zu seinen 12 Geschwistern gehörten der spätere Mathematiker Caspar Wessel und der Jurist und Grundbesitzer Ole Christopher Wessel (1744–1794). Sein Vater war ein Neffe von Ole Wessel, Pfarrer von Vestby und seinerseits ein Bruder des Seekriegshelden Peter Wessel Tordenskiold. Nach dem Tod von Ole Wessel 1748 übernahm Jonas Wessel, der zuvor Kaplan unter ihm gewesen war, die Pfarrstelle in Vestby.
Johan Herman Wessel erhielt zunächst Hausunterricht und besuchte ab 1758 mit seinen Brüdern die Lateinschule in Christiania (Oslo). Mit 19 Jahren siedelte er nach Kopenhagen über um zu studieren. 1761 bestand er das Examen artium an der Universität Kopenhagen und im Folgejahr das Examen philosophicum. Danach legte er keine weiteren Prüfungen mehr ab, studierte aber moderne Sprachen (Französisch, Englisch, Italienisch und Spanisch). Nach dem Studium lebte er als Literat und Privatlehrer in Kopenhagen. Er wurde ein führendes Mitglied der dortigen Det Norske Selskab (Norwegischen Gesellschaft), einem Club für norwegische Literaten, die ihre nationale Identität pflegten und in klassischen Metren dichteten. Seine einzige feste Anstellung fand er 1779 am Det Kongelige Teater als Übersetzer französischer Gesangsstücke. 1780 heiratete er Anna Catharia Bukier (1748–1813), Tochter des Justizrats Thomas Bukier, mit der er 1781 einen Sohn (Jonas) bekam. Wessel litt unter Alkoholismus, Depressionen und gesundheitlichen Problemen, was sowohl seine Ehe als auch seine Arbeit beeinträchtigte.
Johan Herman Wessel starb 1785 an Typhus. Er wurde auf dem Trinitatis-Friedhof in Kopenhagen beigesetzt.

## Werk

Illustration von Theodor Kittelsen für Der Schmied und der Bäcker

Am bekanntesten ist Wessel für seine humoristischen und satirischen Vers-Erzählungen (1784–1785) über die Dummheit und Ungerechtigkeit der Menschheit. Die berühmteste dieser Geschichten ist Smeden og Bageren (Der Schmied und der Bäcker) und handelt von einem Schmied, dem der Totschlag verziehen wird, da das Dorf nur diesen einen Schmied hat und deshalb nicht entbehren will. Stattdessen wird ein Bäcker hingerichtet (das Dorf hat zwei Bäcker, ist also von dem einen nicht abhängig), um die Regel zu befolgen „Leben gegen Leben“. In Herrenmanden (Der Gutsbesitzer) erfährt ein Mann, der gerade in der Hölle ankommt, Unangenehmes über die Abstammung seines eigenen Sohnes. Hundemordet (Der Hundemord) handelt davon, wie sich Menschen wegen nebensächlicher Dinge streiten.
Wessels Stil ist nachdenklich, vielgestaltig und ausführlich und abschweifend, gleichzeitig jedoch elegant und witzig. Ein anderes Genre sind die Epigramme, die er schrieb, speziell seine kurzen, präzisen, selbstironischen Gedenk-Gedichte, von denen heute noch viele zitiert werden.
Sein satirisches Theaterstück Kierlighed uden Strømper (1774, dt. Der Bräutigam ohne Strümpfe, 1827) ist eine beißende Parodie auf die schlechten Imitationen des klassischen französischen Dramas. Das Stück spielt im alltäglichen Milieu von banalen Konflikten, beachtet jedoch die formalen Regeln der heldenhaften Sprache. Es wird heute noch aufgeführt.